# Пармелиопсис
Пармелио́псис (лат. Parmeliopsis) — род лишайников семейства Пармелиевые (Parmeliaceae).

## Описание
Слоевище листоватое, окрашенное в сероватые, жёлто-зелёные или бело-серые тона, с узкими лопастями, соединёнными с субстратом ризинами. Нижняя поверхность беловатого или светло-коричневого цвета. Верхний и нижний коровые слои развиты хорошо, сердцевина рыхлая.
Апотеции располагаются на концах лопастей или на всех поверхности талломов. Сумки восьмиспоровые. Споры гиалиновые, яйцевидно-удлинённой или эллиптической формы.
Конидии двух видов: прямые и короткие или длинные и обычно искривлённые.

## Синонимы
- Foraminella S.L.F. Mey., 1982
- Parmelia subg. Parmeliopsis Nyl. ex Stizenb., 1862basionym

## Виды
- Parmeliopsis ambigua (Wulfen) Nyl., 1863 — Пармелиопсис сомнительный
- Parmeliopsis hyperopta (Ach.) Vain., 1881 — Пармелиопсис тёмный